# Johann Christoph von Bemmel
Pour les articles homonymes, voir von Bemmel.
Peter von Bemmel (Nuremberg, 1717 — Bamberg, 1788) est un peintre allemand.
Il est le fils du peintre et graveur Peter von Bemmel et appartient à une « dynastie de peintres bavarois ».

## Biographie
Christoph von Bemmel naît à Nuremberg en février 1717. Il est le fils cadet du peintre et graveur allemand Peter von Bemmel (1685-1753) et le petit-fils de Willem van Bemmel (1630-1708), peintre et graveur néerlandais important ayant terminé sa vie à Nuremberg et initié une « dynastie de peintres bavarois »,,. Son frère Christoph (1714-1783) deviendra lui aussi artiste.
Johann Christophe est formé à la peinture par son père. Il suit le style de ce dernier ainsi que de son frère dans la peinture de paysage,,.
Le 3 décembre 1736, il épouse Anna Maria Mohr. Il part ensuite de Nuremberg pour s'installer à Bamberg, où il se convertit au catholicisme. Le 24 mai 1740, il épouse Susanna Maria Köhler, veuve du Haut-Prince Franz Joseph Anton von Dubillier, avec qui il a deux fils : Karl Sebastian et Simon Joseph. Enfin, il épouse Catharina Maria Susanna, fille d'un peintre de Staffelstein, avec laquelle il a au moins un fils : Johann Caspar,,.
Johann Christoph von Bemmel meurt dans cette ville le 1er juillet 1788,,.

## Œuvre

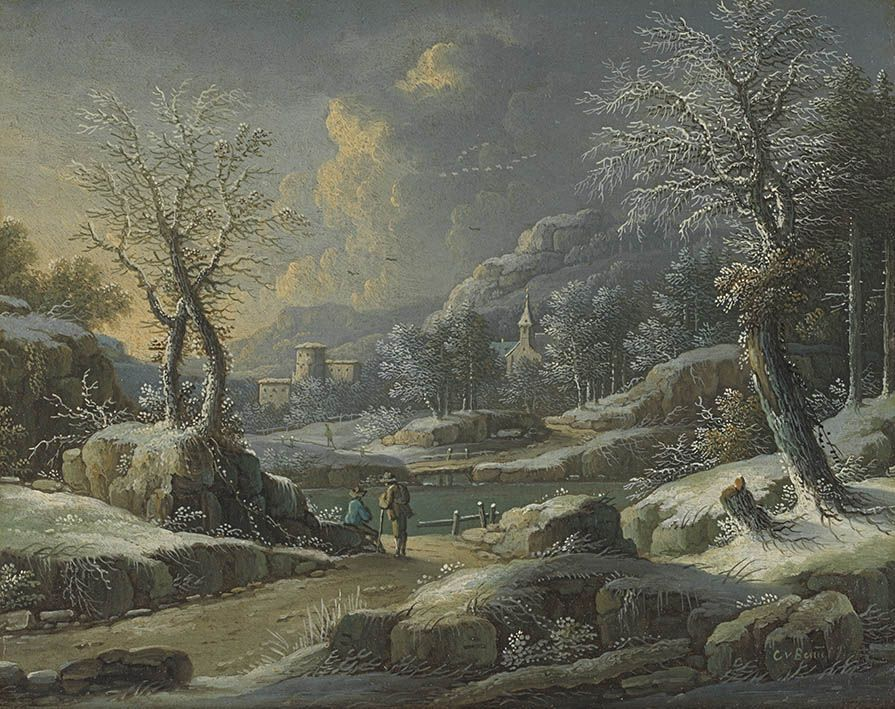
Paysage d'hiver (n. d., Bayerische Staatsgemäldesammlungen).

Dans l'Allgemeinem Künstlerlexicon, Johann Georg Meusel estime que Johann Christoph von Bemmel avait un « pinceau rapide et léger ». Pour sa part, Georg Kaspar Nagler explique que « bien que ses peintures soient semblables à la nature, elles étaient extrêmement dures, sèches, maigres et d'une valeur artistique incomparablement inférieure à celles de son père », ajoutant que la peinture était Bemmel davantage un moyen de subvenir aux besoins de sa famille qu'une vocation artistique.
Ses tableaux sont notamment conservés à :
- Allemagne
  - Bamberg, Bibliothèque d'État de Bamberg[11]
  - Munich,
    - Musée national bavarois[11]
    - Bayerische Staatsgemäldesammlungen (de)[12]